# Francis Amasa Walker
Pour les articles homonymes, voir Walker.
Francis Amasa Walker est un économiste et statisticien américain né le 2 juillet 1840 à Boston et mort le 5 janvier 1897 dans la même ville. Il a été superintendant pour les recensements fédéraux américains de 1870 et 1880.

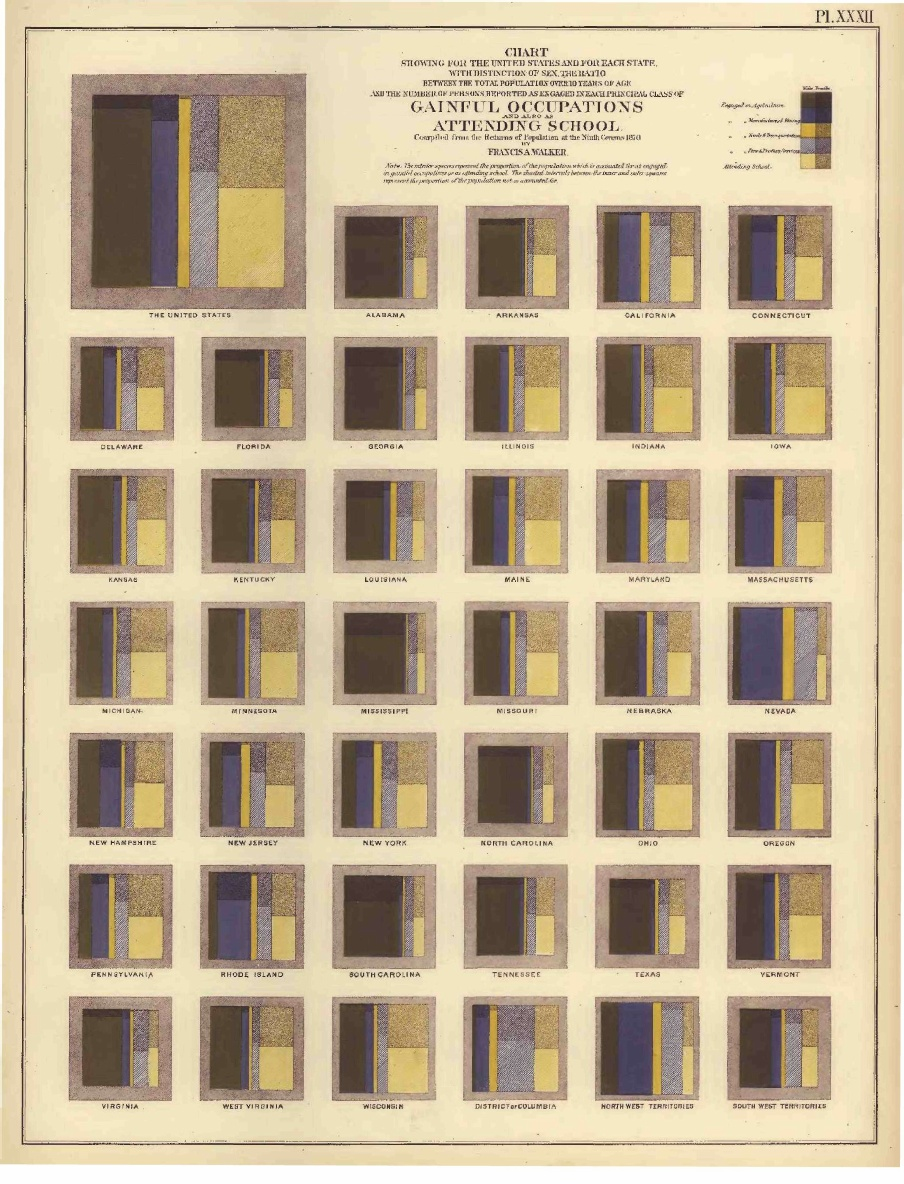
Représentation graphique de l'occupation de la population américaine par état publié dans le Statistical Atlas Of The United States based on the results of the Ninth Census 1870 à partir des données du Recensement des États-Unis de 1870.

En tant qu'auteur des atlas statistiques des États-Unis, il a aussi développé des visualisations de données notamment sur les finances publiques américaines ou la démographie des États-Unis.